# Олбрайт, Уильям
Уильям Фоксуэлл Олбрайт (англ. William Foxwell Albright; 24 мая 1891, Кокимбо, Чили — 19 сентября 1971, Балтимор, Мэриленд, США) — американский востоковед, эпиграфист, один из основоположников библейской археологии и археологического направления библейской географии. Исследователь ветхозаветной традиции. Основной труд «От каменного века к христианству: монотеизм и исторический процесс» (1940; англ. From the Stone Age to Christianity: Monotheism and the Historical Process).

## Биография
Родился в семье христианских миссионеров, вернувшихся в США в 1903 году.
Степень доктора философии (Ph.D.) получил в Университете Джонса Хопкинса в 1916 году. Ученик Пауля Хаупта. В том же университете профессор с 1927 года, именной профессор в 1929–59 годах. У него его учился Раймонд Браун.
Оппонент Ю. Велльхаузена.
С 1919 года работал в Американской школе востоковедения в Иерусалиме (ныне носит имя Олбрайта), руководил ею в 1920–1929 и 1933–1936 годах (по другим источникам, до 1935 года). Занимался раскопками на Ближнем Востоке, в основном в Палестине: в Гибиа (Гаваа; на холме Тель-эль-Фуль; 1922–1923, 1933), Тель-Бейт-Мирсиме (1926, 1928, 1930, 1932), Бейт-Эле (1927, 1934), Петре (1935), на Синайском полуострове (1947–1948), в Саудовской Аравии (1949–1950) и др.
Автор около двадцати книг, более тысячи статей и обзоров. Многие выводы Олбрайта (особенно по древнейшей эпохе) к настоящему времени пересмотрены, само понятие «библейская археология» в понимании Олбрайта многими исследователями отвергается, но важность ряда трудов Олбрайта для истории древнего Ближнего Востока сохраняется.
Член Национальной академии наук США (1955), член-корреспондент Британской академии (1967).
В 1921 году в Иерусалиме женился, имел четырёх сыновей.

## Награды
- Мессенджеровские лекции (1950)